# سليمة والي العلمي
سليمة والي العلمي عداءة ألعاب قوى مغربية، ولدت يوم 29 دجنبر 1983 بقرية با محمد، و هي متخصصة في سباقات المسافات المتوسطة والطويلة 3000 متر موانع و 1500 متر والعدو الريفي.

## إنجازاتها
| المنافسة                  | السنة | المسابقة       | التوقيت  | الرتبة      |
| ------------------------- | ----- | -------------- | -------- | ----------- |
| ألعاب أولمبية صيفية       | 2012  | 3000 متر موانع | 9:44.62  | نصف النهائي |
| بطولة العالم للعدو الريفي | 2010  | العدو الريفي   | 26:28    | 28          |
| بطولة العالم للعدو الريفي | 2009  | العدو الريفي   | 28:35    | 34          |
| بطولة العالم لألعاب القوى | 2011  | 3000 متر موانع | 10:07.71 | نصف النهائي |

## أرقام شخصية
| المسابقة       | الرقم   | المكان        | السنة |
| -------------- | ------- | ------------- | ----- |
| 1500 متر       | 4:12.25 | فاس           | 2012  |
| 3000 متر موانع | 9:31.03 | ريو دي جانيرو | 2012  |

## روابط خارجية
- سليمة والي العلمي على موقع الاتحاد الدولي لألعاب القوى (الإنجليزية)
- سليمة والي العلمي على موقع الدوري الماسي (الإنجليزية)
- سليمة والي العلمي على موقع اللجنة الأولمبية الدولية (الإنجليزية)
- سليمة والي العلمي على موقع أوليمبيديا (الإنجليزية)
- صفحة سليمة والي العلمي على موقع الاتحاد الدولي